# Vladimir Ussachevski
Vladimir Ussachevski (ursprünglich russisch Владимир Кири́ллович Усачевский/ Wladimir Kirillowitsch Ussatschewski, wiss. Transliteration Vladimir Kirillovič Usačevskij; * 21. Oktoberjul. / 3. November 1911greg. in Hailar, Mandschurei; † 4. Januar 1990 in New York City, New York) war ein russisch-amerikanischer Komponist.

## Leben
Vladimir Ussachevski emigrierte 1931 in die Vereinigten Staaten und studierte am College von Pomona/Kalifornien und der Eastman School of Music in Rochester, New York. Seit 1947 unterrichtete er an der Columbia University von New York City. 1951 führte er mit seinem Lehrer Otto Luening im Museum of Modern Art das erste Konzert für Tonbandmusik in den Vereinigten Staaten auf. Seit 1959 leitete er gemeinsam mit Otto Luening, Milton Babbitt und Roger Sessions das Columbia-Princeton Electronic Music Center. Nach Experimenten mit Tonbandmusik arbeitete er seit 1967 an der Klangsynthese mit Computern. 1968 bis 1970 war er auch Präsident des Amerikanischen Komponistenverbandes. 1973 wurde er in die American Academy of Arts and Letters gewählt. Zu seinen Schülern zählen Komponisten wie Charles Dodge, Robert Moog, Alice Shields, Harvey Sollberger und Charles Wuorinen.
1987 wurde er mit dem SEAMUS Lifetime Achievement Award ausgezeichnet.
Ussachevski verfasste Publikationen über elektronische, Tonband- und Computermusik und schrieb zahlreiche experimentelle Kompositionen.

## Werke
- Theme and Variations, 1935
- Jubilee Cantata, 1938
- Sonic Contours für Tonband, 1952
- Fantasy in Space, 1952
- Poem of Cycles and Bells, 1954
- Piece for Tape Recorder. 1956
- Metamorphoses, 1957
- Linear Contrasts
- Experiment 4711
- Drahtlose Fantasie
- Creation Prolog für vier Chöre und Tonband, 1961
- Suite from No Exit für Tonband, 1962
- Blech und Holz auf Tonband, 1965
- Computerstücke
- Suite für Elektronische Musik

## Filmografie
- 1962: No Exit (Geschlossene Gesellschaft)
- 1968: Line of Apogee